# رابرت کارلین (بازیکن کریکت)
رابرت کارلین (انگلیسی: Robert Carlin; ۲۴ ژانویهٔ ۱۸۷۱ – ۱۰ مارس ۱۹۵۰) بازیکن کریکت، و بازیکن فوتبال اهل بریتانیا بود.